# يوم الذنائب
يوم الذنائب (ويقال له: يوم الشعثمين) وهو أحد أيام حرب البسوس بين بني تغلب بن وائل وبكر بن وائل في وادي الذنائب في نجد وهي أعظم وقعة كانت لهم، وفيه انضمت بنو ذهل بن ثعلبة من بكر بن وائل لبني شيبان بن ثعلبة وناصروهم وانضمت لبني شيبان أيضا: بنو تيم اللات بن ثعلبة وبنو قيس بن ثعلبة فظفرت بنو تغلب وقتلت من بكر ا مقتلة عظيمة، وقتل فيها شرحبيل بن مرة بن همام بن ذهل بن شيبان، وهو جد الحوفزان وجد معن بن زائدة، وقتل الحارث بن مرة بن ذهل بن شيبان، وقتل من بني ذهل بن ثعلبة عمرو بن سدوس بن شيبان بن ذهل وغيرهم من رؤساء بكر.